# Xyris rigidiformis
Xyris rigidiformis är en gräsväxtart som beskrevs av Gustaf Oskar Andersson Malme. Xyris rigidiformis ingår i släktet Xyris och familjen Xyridaceae. Inga underarter finns listade i Catalogue of Life.